# Cohomologie cyclique
En mathématiques, la cohomologie cyclique d'une ℂ-algèbre {\displaystyle A} (non nécessairement commutative), que l'on note {\displaystyle HC^{*}(A)}, est la cohomologie du complexe {\displaystyle (C_{\lambda }^{n},b)} où 
- {\displaystyle C_{\lambda }^{n}} est l'espace des formes n + 1-linéaires {\displaystyle \phi } qui vérifient la condition de cyclicité :{\displaystyle \phi (a_{0},a_{1},\cdots ,a_{n})=(-1)^{n}\phi (a_{1},\cdots ,a_{n},a_{0})}
- l'opérateur {\displaystyle b:C_{\lambda }^{n}\to C_{\lambda }^{n+1}} est l'opérateur de cobord de Hochschild qui est donné par :{\displaystyle {\begin{aligned}(b\phi )(a^{0},\cdots ,a^{n},a^{n+1})=&\sum _{j=0}^{n}(-1)^{j}\phi (a^{0},\cdots ,a^{j}a^{j+1},\cdots ,a^{n+1})\\&+(-1)^{n+1}\phi (a^{n+1}a^{0},\cdots ,a^{n}).\end{aligned}}}

## Cas des petits degrés
Un 0-cocycle n'est donc rien d'autre qu'une trace. En effet, la condition de cyclicité est automatiquement vérifiée et une forme linéaire sur {\displaystyle A} est un cocycle si et seulement si
En conséquence, la cohomologie de Hochschild et la cohomologie cyclique sont égales en degré 0.

## Appariements
Les cocycles cycliques ont la propriété de s'apparier avec les éléments de K-théorie. Plus précisément, il existe une application qui, partant d'un cocycle cyclique et d'un élément de K-théorie de même parité, leur associe un nombre complexe. Cette application est 
- bien définie (le nombre complexe ne dépend que des classes en cohomologie cyclique et K-théorie, et non des représentants choisis)
- linéaire en le cocycle
- et additive en l'élément de K-théorie.

Enfin, cet appariement est donné par une formule tout à fait explicite et calculable.